# Stazione di Palermo Sferracavallo
La stazione di Palermo Sferracavallo è una fermata ferroviaria posta sulla linea Palermo-Trapani. Serve il centro abitato di Sferracavallo, frazione della città di Palermo.

## Storia
La fermata venne attivata il 7 ottobre 2018, contemporaneamente alla riapertura della tratta da Palermo Notarbartolo a Carini della ferrovia Palermo-Trapani.

## Strutture e impianti
La fermata, posta alla progressiva chilometrica 11+175 fra la fermata di Palermo Tommaso Natale e la stazione di Isola delle Femmine, conta due binari serviti da due marciapiedi laterali lunghi 125 m e alti 55 cm sul piano del ferro.

## Movimento
La fermata è servita dai treni del servizio ferroviario metropolitano, cadenzati a frequenza semioraria.